# Copa de Campeones de América 1962
La Copa de Campeones de América 1962 fu la terza edizione della massima manifestazione sudamericana calcistica per club. Alla competizione parteciparono 10 squadre provenienti da 9 nazioni diverse. Fu vinta dal Santos di Pelé.

## Primo turno

### Gruppo 1
| Squadra             | Pti | G | V | Pa | Pe | GF | GS | DR |
| ------------------- | --- | - | - | -- | -- | -- | -- | -- |
| Santos FC           | 7   | 4 | 3 | 1  | 0  | 20 | 6  | 14 |
| Cerro Porteño       | 3   | 4 | 1 | 1  | 2  | 6  | 14 | -8 |
| Deportivo Municipal | 2   | 4 | 1 | 0  | 3  | 8  | 14 | -6 |

### Gruppo 2
| Squadra          | Pti | G | V | Pa | Pe | GF | GS | DR |
| ---------------- | --- | - | - | -- | -- | -- | -- | -- |
| Nacional         | 7   | 4 | 3 | 1  | 0  | 9  | 6  | 3  |
| Racing Club      | 3   | 4 | 1 | 1  | 2  | 7  | 8  | -1 |
| Sporting Cristal | 2   | 4 | 1 | 0  | 3  | 5  | 7  | -2 |

### Gruppo 3
| Squadra              | Pti | G | V | Pa | Pe | GF | GS | DR |
| -------------------- | --- | - | - | -- | -- | -- | -- | -- |
| Universidad Católica | 5   | 4 | 2 | 1  | 1  | 10 | 9  | 1  |
| Emelec               | 4   | 4 | 2 | 0  | 2  | 12 | 10 | 2  |
| Millonarios          | 3   | 4 | 1 | 1  | 2  | 7  | 10 | -3 |

## Semifinali
| Data                | Città    | Squadra in casa      | Risultato | Squadra in trasferta |
| ------------------- | -------- | -------------------- | --------- | -------------------- |
| 8 luglio            | Santiago | Universidad Católica | 1 - 1     | Santos FC            |
| 12 luglio           | Santos   | Santos FC            | 1 - 0     | Universidad Católica |
| Santos FC vince 2-1 |          |                      |           |                      |

| Data              | Città      | Squadra in casa | Risultato | Squadra in trasferta |
| ----------------- | ---------- | --------------- | --------- | -------------------- |
| 8 luglio          | Montevideo | Nacional        | 2 - 1     | Peñarol              |
| 18 luglio         | Montevideo | Peñarol         | 3 - 1     | Nacional             |
| 22 luglio         | Montevideo | Peñarol         | 1 - 1     | Nacional             |
| Peñarol vince 5-4 |            |                 |           |                      |

## Finale
| Data      | Città        | Squadra in casa | Risultato | Squadra in trasferta |
| --------- | ------------ | --------------- | --------- | -------------------- |
| 28 luglio | Montevideo   | Peñarol         | 1 - 2     | Santos FC            |
| 2 agosto  | Santos       | Santos FC       | 2 - 3     | Peñarol              |
| 30 agosto | Buenos Aires | Santos FC       | 3 - 0     | Peñarol              |

| Campione Santos FC |
| Seconda Peñarol    |